# DX Andromedae
Désignations
DX Andromedae (en abrégé DX And) est une nova naine et une étoile variable cataclysmique de la constellation d'Andromède. Sa magnitude apparente varie de 11,0 à 15,5, avec une périodicité de 330 jours, elle est donc classée comme une nova naine de type SS Cygni.

## Système
Le système de DX Andromedae est composé d'une naine blanche accrétant de la matière à partir d'une étoile donneuse à travers un disque d'accrétion. Le système montre un type spectral de K1 V en phase calme (plus des raies en émission), mais le donneur est considéré comme une étoile déficiente en hydrogène (en) qui a évolué hors de la séquence principale et qui a rempli son lobe de Roche. L'étoile donneuse domine le spectre visible pendant la phase calme,.
Le type spectral de DX Andromedae dans son ensemble est classé comme une étoile variable de type U Geminorum. Le spectre de l'étoile donneuse est lui-même particulier. Des raies spectrales plus fortes que la normale de calcium et de chrome ont été observées.

## Variabilité
On pense que l'explosion des novae naines provient d'une instabilité thermique du disque, qui augmente le débit massique et la température et donc la luminosité. Dans le cas de DX Andromedae, les différentes explosions n'atteignent pas le même pic de luminosité et ne se produisent pas à un rythme régulier, mais elles conservent la même forme dans la partie en décomposition. Il semble que le pic de luminosité soit corrélé à la durée du cycle précédent, et plus l'explosion est lumineuse, plus le pic de luminosité est atteint rapidement. Ces tendances peuvent s'expliquer par l'accumulation de matière dans le disque. Plus de matière est accumulée dans le disque au cours d'un cycle plus long, et cela peut alimenter une explosion plus forte.